# Oscar Martay
Oscar Martay (* 22. August 1920 in Stoubzy; † 31. Oktober 1995 in Berlin) kam als jüdischer Emigrant aus Polen in die USA. Seit 1948 arbeitete er als Filmoffizier bei der amerikanischen Militärregierung in West-Berlin. Er war Initiator der Internationalen Filmfestspiele Berlin.

## Leben
Oscar Martay wurde als Oscar Machtej geboren. Bevor er von der US-Army eingezogen wurde, führte er im amerikanischen Mittelwesten für 700 Kinos die Werbung durch. Ab 1946 war er Filmbeauftragter des US-Außenministeriums und seit 1948 Filmoffizier beim amerikanischen Hochkommissar (HICOG) für die U.S. Information Service Branch (ISB), einer Vorläuferin der United States Information Agency (USIA) in Berlin. Als Filmbeauftragter hatte er die Aufgabe, die deutsche Filmindustrie zu beaufsichtigen und vor allem, deutsche Filmproduktionen zu genehmigen. Gleichzeitig hatte er maßgeblichen Einfluss auf den Spielbetrieb der West-Berliner Kinos. Martay war auch an der Gründung der Grenzkinos an der Sektorengrenze zu Ost-Berlin beteiligt, die Filme für Ost-Berliner und Besucher aus der DDR verbilligt zeigten.

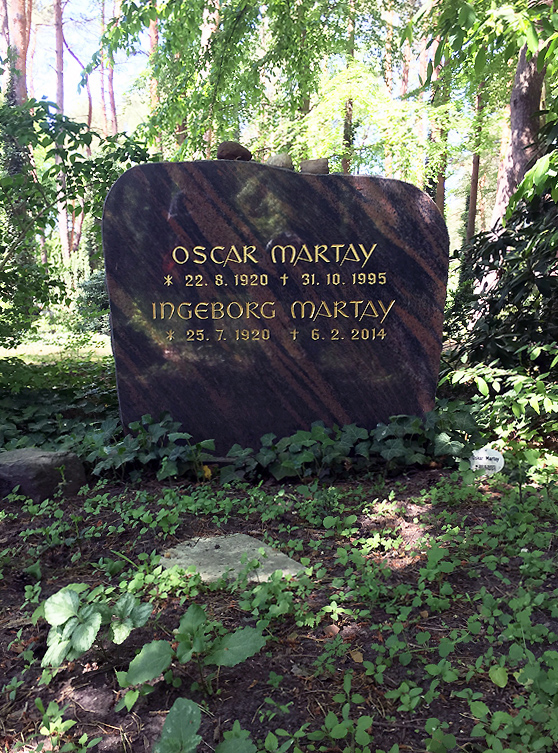
Grabstelle Oscar und Ingeborg Martay

Auf Martays Initiative hin bildete sich 1950 ein Komitee, dem neben ihm selbst, der britische Presse- und Filmoffizier George Turner, zwei Vertreter des Groß-Berliner Magistrats, vier Vertreter der deutschen Filmwirtschaft und ein Journalist angehörten.  Martay bot als Tagungsort das Amerika Haus in der Kleiststraße an. Gemeinsam legten sie den Grundstein für das Eröffnungsfestival, das im Juni 1951 stattfand. Das amerikanische Interesse an dem Festival war, in der Zeit des „Kalten Krieges“, ein nach Osten gerichtetes „Schaufenster der westlichen Kultur“ zu bilden und gleichzeitig seine Überlegenheit darzustellen. Durch Martays Einsatz gehörte die amerikanische Militärverwaltung zu den Hauptfinanziers des Festivals. „In den ersten Jahren der Berlinale war es immer wieder Martays Einfluss zu verdanken, dass die amerikanische Militärregierung dem Festival mit Darlehen aus finanziellen Engpässen half…“ 1950 beantragte er einen ERP-Kredit über 3 Millionen DM, der der Berliner Filmwirtschaft zugutekam. 
Am 6. Juni 1951 wurden die Internationalen Filmfestspiele Berlin mit Alfred Hitchcocks Rebecca im Titania-Palast eröffnet. Als Organisator und Direktor des Festivals wurde der Filmwissenschaftler Alfred Bauer ausgewählt. Bauer hatte nach Kriegsende als Filmreferent für die britische Militärregierung gearbeitet und sich durch das Kompendium Deutsche Spielfilm-Almanach 1929–1950, das als Standardwerk gilt, empfohlen.
Bereits während der ersten Biennale wurde Martay für seine Arbeit zur Realisierung des Festivals mit dem Goldenen Bären, dem Hauptpreis ausgezeichnet.
1953 schied Martay aus dem Dienst des US-Außenministeriums aus und beschloss in West-Berlin zu bleiben. Im gleichen Jahr arbeitete er als Regieassistent in dem Heinz-Rühmann-Film Briefträger Müller und 1954 in gleicher Funktion in den Filmen Auf der Reeperbahn nachts um halb eins in der Regie von Wolfgang Liebeneiner und Emil und die Detektive in der Regie von Robert A. Stemmle.
1955 heiratete er die Schauspielerin mit dem Künstlernamen Renate Barken, die sich anschließend Ingeborg Martay nannte. 1957 gründete Ingeborg Martay die TV/Film- und Fernsehproduktionsfirma Zenit-Film Ingeborg Martay in West-Berlin. Oscar Martay fungierte als Produktionsleiter.
Aus der Ehe gingen zwei Söhne hervor. Oscar und Ingeborg Martay sind auf dem Waldfriedhof Zehlendorf beerdigt.